# Libra irlandesa
La libra irlandesa (punt Éireannach, en irlandés; Irish pound, en inglés) fue la moneda oficial de la República de Irlanda, y con anterioridad del Estado Libre Irlandés, hasta el 1 de enero de 1999, cuando se introdujo el euro como la moneda de curso legal en el país. Su código ISO 4217 era IEP, y su símbolo habitual £ (o IR£ cuando podía existir algún tipo de confusión con la libra esterlina). Una libra irlandesa equivalía a 100 pence (peniques). Desde 1826, Irlanda seguía el sistema monetario británico, lo que siguió haciendo tras su independencia hasta 1979.

## Historia

### Primera Libra
El primer sistema monetario que se introdujo en Irlanda en el año 997 era equivalente al del Reino de Inglaterra, en el que una libra se dividía en 20 chelines, y cada uno de éstos en 12 peniques. Tras un periodo de devaluación, la paridad con la libra esterlina se restableció alrededor del año 1180. Sin embargo, desde 1460 las acuñaciones se realizaron utilizando diferentes metales a los que se venían usando en la isla vecina y los valores de las dos divisas divergieron. Durante la Guerra Civil (1689-1691), el rey Jacobo II acuñó una moneda especial conocida como Gun money.
En 1701, la relación entre la libra irlandesa y la esterlina se fijó a 13 IR£ = 12 GBP. Esto desembocó en un periodo en el que las monedas de cobre irlandesas circulaban junto con las de plata británicas, donde 13 peniques irlandeses equivalían a un chelín inglés. Solo hubo algunas excepciones durante el siglo XIX en el que el Banco de Irlanda acuñó unos penique de plata entre 1804 y 1813. Los últimos peniques de cobre se acuñaron en 1823. La libra irlandesa existió hasta 1826 cuando fue sustituida por las monedas británicas. Los bancos irlandeses continuaron emitiendo billetes en libras esterlinas hasta después de 1826, pero no fue así en el caso de las monedas.

### Segunda Libra

#### Libra del Estado Libre Irlandés
En 1928 se introdujo un nuevo tipo de libra, aunque la unión monetaria con el Reino Unido se siguió manteniendo. Esta nueva libra irlandesa se la conoció al principio como "Libra del Estado Libre" (Saorstát punt), y tenía una paridad fija frente a la libra esterlina. Se acuñaron nuevas monedas y billetes, sin embargo la libra esterlina continuó aceptándose como medio de pago.

#### Libra irlandesa
Desde 1938, tras la nueva Constitución, se cambió el nombre al país. El Acta de Divisas de 1927, adaptando la Orden de 1938, fue el actual mecanismo en el que tuvo lugar el cambio de denominación.

#### Decimalización
La decimalización de la libra fue motivo de discusión en los años 1960. La preocupación principal del gobierno irlandés era la decimalización de la libra esterlina. Cuando el gobierno británico decidió decimalizar su divisa el gobierno irlandés siguió su ejemplo. La base legal para la decimalización en la República de Irlanda se encuentra en el Acta sobre la decimalización de 1969. El número de peniques que componían una libra irlandesa se redefinió de 240 a 100, y el símbolo del penique cambió de d. a p. La libra no se revaluó con esta Acta y los billetes no se vieron afectados, aunque los billetes de 10 chelines fueron sustituidos por una moneda de 50 peniques. Las nuevas monedas se acuñaron con los mismos tamaños y materiales que el cono monetario británico. En el Acta de 1970 se regulan previsiones adicionales para el cambio al nuevo sistema.
La decimalización la supervisó la Junta para la decimalización del dinero irlandés, creada el 12 de junio de 1968. Proporcionó varias informaciones sobre el cambio al nuevo sistema, incluyendo un panfleto llamado Everyone's guide to Decimal Currency. El cambio definitivo se dio el 15 de febrero de 1971, conocido como el Decimal Day

#### Abandono de la paridad con la libra esterlina
En los años 70 se creó el Sistema Monetario Europeo, al que Irlanda decidió unirse en 1978 mientras el Reino Unido se mantuvo fuera. Finalmente el Mecanismo de tipos de cambio europeo rompió la unión que existía entre la libra irlandesa y la británica. El 30 de marzo de 1979 se introdujo una nueva tasa de cambio.
Paralelamente, en 1978 se creó el Currency Center en Sandyford como ceca del estado irlandés. Antes de la creación de este centro los billetes los fabricaban imprentas privadas en Inglaterra, y las monedas en la British Royal Mint.

#### Independencia frente a la libra esterlina (1979-1999)
Durante los 20 años del Sistema Monetario Europeo, la libra irlandesa tuvo grandes fluctuaciones frente a la libra esterlina, yendo desde los 74 peniques (febrero de 1981), hasta los 110 peniques (noviembre de 1992), y tampoco se mantuvo estable frente a otras divisas del SME. Los reajustes en el SME eran muy frecuentes, con un promedio de una vez al año durante la década de los 80, en la que la libra irlandesa se devaluó continuamente frente al marco alemán, base del sistema, llegando a una devaluación acumulativa del 34% en su punto más bajo en 1993. Estas devaluaciones reflejaron la debilidad de la economía irlandesa durante estos años y sirvió para prevenir una pérdida de competitividad y agravar aún más esta debilidad. Esto, unido a los temores de muchos observadores, que unían la libra irlandesa al marco alemán no impuso una sanción soportable, en gran medida porque la opción de la devaluación no obtuvo ningún resultado.
Hasta 1986, todas las monedas decimales irlandesas tenían la misma forma y tamaño que las del Reino Unido. Tras esta fecha, todas las nuevas denominaciones y monedas rediseñadas tuvieron diferentes tamaños de los británicos. Las nuevas monedas de 20 peniques y 1 libra eran completamente diferentes en tamaño, forma y composición. Cuando el Reino Unido redujo el tamaño de las monedas de 5 y 10 peniques, Irlanda hizo lo mismo, pero los 10 peniques irlandeses eran más pequeños que los británicos, y la moneda de 5 peniques irlandesa ligeramente más grande que la británica. La moneda de 50 peniques, que desde 1997 había disminuido de peso y tamaño, nunca se cambió en Irlanda.
De manera no oficial, en Irlanda se aceptaban monedas de 1 a 5 peniques británicos debido a su tamaño similar hasta la adopción del euro en 2002.

#### Adopción deleuro
El 31 de diciembre de 1998, la tasas de cambio de la libra irlandesa, el ECU y otras diez divisas pertenecientes al SME (excepto la corona danesa y la libra esterlina) se fijaron en 1 EUR = 0,787564 IR£. Al día siguiente se introdujo un euro virtual y la tasa de cambio para la libra esterlina fue de 1 GBP = 1,42210 EUR, siendo 1 GBP = 1,12 IRL£ aproximadamente. Utilizando la misma política, el 1 de enero de 2002 1 GBP equivalía a 1,287 IR£.
Aunque el euro pasó a ser la moneda común de los países de la eurozona el 1 de enero de 1999, no fue hasta el 1 de enero de 2002 cuando el gobierno comenzó a retirar de la circulación los billetes y monedas de libras irlandesas, sustituyéndolas por euros. Hubo un periodo de convivencia de las dos monedas hasta el 9 de febrero de 2002, sin embargo el Banco Central de Irlanda cambiará los billetes con denominaciones en libras irlandesas de manera gratuita.

## Monedas
Las monedas en curso legal antes de la introducción del euro eran las siguientes:
| Denominación | Metal    | Diámetro (mm.) | Peso (gr.) | Canto    | Anverso                                     | Reverso                                |
| ------------ | -------- | -------------- | ---------- | -------- | ------------------------------------------- | -------------------------------------- |
| 1 Penique    | Cu+Zn    | 20,30          | 3,56       | Liso     | Escudo de Irlanda - ÉIRE - año de acuñación | 1 p - Faisán                           |
| 2 Peniques   | Cu+Zn    | 25,90          | 7,12       | Liso     | Escudo de Irlanda - ÉIRE - año de acuñación | 2 p - Faisán                           |
| 5 Peniques   | Cu+Ni    | 18,00          | 3,25       | Estriado | Escudo de Irlanda - ÉIRE - año de acuñación | 5 p - Toro                             |
| 10 Peniques  | Cu+Ni    | 24,50          | 6,50       | Estriado | Escudo de Irlanda - ÉIRE - año de acuñación | 10 p - Salmón                          |
| 20 Peniques  | Cu+Al+Ni | 27,50          | 8,47       | Estriado | Escudo de Irlanda - ÉIRE - año de acuñación | 20 p - Caballo de la raza Irish hunter |
| 50 Peniques  | Cu+Ni    | 30,00          | 13,50      | Liso     | Escudo de Irlanda - ÉIRE - año de acuñación | 50 p - Choncha                         |
| 1 Libra      | Cu+Ni    | 31,10          | 10,00      |          | Escudo de Irlanda - ÉIRE - año de acuñación | PUNT · £1 - Ciervo rojo                |

## Billetes
La última serie de billetes que se imprimió fue la C, desde 1992 hasta 2000. Esto no quiere decir que billetes más antiguos fueran todavía de curso legal. A continuación se detallan los billetes de la última emisión en las siguientes denominaciones:
| Denominación | Color predominante | Dimensiones | Anverso | Reverso |
| ------------ | ------------------ | ----------- | --- | --- |
| 5 Libras     | Marrón             | 120 x 64 mm | £5 - Cúig Phunt - Catalina McAuley - Hospital Mater Misericordiae, Dublín - Banc Ceannais na hÉireann         | £5 - FIVE POUNDS - Estudiantes en clase - Mapa de Europa sin fronteras - Pizarra con el poema Mise Raifteirí an File de Antoine Ó Raifteiri - CENTRAL BANK OF IRELAND |
| 10 Libras    | Verde              | 128 x 68 mm | £10 - Deich bPhunt - James Joyce - Bahía de Dublín - Banc Ceannais na hÉireann                                | £10 - TEN POUNDS - Cabeza de la Casa de Aduanas de Dublín - Mapa y extracto del Finnegans Wake - CENTRAL BANK OF IRELAND                                              |
| 20 Libras    | Violeta            | 136 x 72 mm | £20 - Fiche Punt - Daniel O'Connell - Abadía de Derrynane, en el Condado de Kerry - Banc Ceannais na hÉireann | £20 - TWENTY POUNDS - Edificio de las Cuatro Cortes - CENTRAL BANK OF IRELAND                                                                                         |
| 50 Libras    | Azul               | 144 x 76 mm | £50 - Caoga Punt - Douglas Hyde - Áras an Uachtaráin - Cáliz de Ardagh - Banc Ceannais na hÉireann            | £50 - FIFTY POUNDS - Flautista - Sello de la Academia de la lengua irlandesa - CENTRAL BANK OF IRELAND                                                                |
| 100 Libras   | Rojo/Verde         | 152 x 80 mm | £100 - Céao Punt - Charles Stewart Parnell - Avondale House - Banc Ceannais na hÉireann                       | £100 - ONE HUNDRED POUNDS - Parnell Monument - CENTRAL BANK OF IRELAND                                                                                                |